# Широкий Лог (Свердловская область)
Широкий Лог — деревня в Свердловской области, входящая в муниципальное образование Артинский городской округ. Расположена в 21 км на юг от административного центра — посёлка городского типа Арти. Является частью Новозлатоустовского сельского совета.

## Население
По данным 2010 года, в деревне проживает 69 человек.